# Бирлад (річка)
Би́рлад (Берладь; рум. Bârlad) — річка в Румунії, ліва притока р. Серету. Довжина 250 км, площа басейну 7,6 тис. км². Бере початок декількома невеликими річками в західній частині Берладського плато, тече переважно в межах Молдовської височини.
Весняна повінь, низький літній стік, аж до пересихання річки. Використовується для зрошування; на річці споруджені млинові установки.
На Бирладі розташовані міста Васлуй, Бирлад, Текуч.
| Румунія | Це незавершена стаття з географії Румунії. Ви можете допомогти проєкту, виправивши або дописавши її. |